# Lourdesia minuscula
Lourdesia minuscula är en mångfotingart som beskrevs av Shelley 1991. Lourdesia minuscula ingår i släktet Lourdesia och familjen Xystodesmidae. Inga underarter finns listade i Catalogue of Life.